# Гельмут Гуфенбах
Гельмут Гуфенбах (нім. Helmuth Hufenbach; 27 лютого 1908, Ольденбург — 27 березня 1945, Гайлігенбайль) — німецький воєначальник, генерал-майор вермахту. Кавалер Лицарського хреста Залізного хреста з дубовим листям.

## Біографія
1 квітня 1925 року вступив в 1-й піхотний полк. З 15 жовтня 1935 року — командир роти 24-го піхотного полку. Учасник Польської і Французької кампаній. З 1 жовтня 1940 року — командир 3-го батальйону 24-го піхотного полку, з 19 листопада 1940 року — 3-го батальйону 45-го піхотного полку. З червня 1941 року брав участь у Німецько-радянській війні. 4 листопада 1941 року важко поранений. З 25 квітня 1942 року — командир 1-го батальйону 668-го піхотного полку. 30 вересня 1942 року важко поранений. З 1 травня 1943 по 25 жовтня 1944 року — командир 667-го піхотного полку. відзначився у боях на Кубані. З 22 січня 1945 року — командир 562-ї народно-гренадерської дивізії. Бився в Гайлігенбайльскому котлі. Загинув у бою. Похований на німецькому військовому цвинтарі в Гайлігенбайлі.

## Звання
- Лейтенант (1 жовтня 1931)
- Оберлейтенант (1 липня 1934)
- Гауптман (1 лютого 1938)
- Майор (1 січня 1942)
- Оберстлейтенант (1 травня 1943)
- Оберст (1 листопада 1943)
- Генерал-майор (1 березня 1945; посмертно заднім числом)

## Нагороди
- Медаль «За вислугу років у Вермахті» 4-го і 3-го класу (12 років)
- Залізний хрест
  - 2-го класу (21 вересня 1939)
  - 1-го класу (24 жовтня 1939)
- Штурмовий піхотний знак в сріблі (13 вересня 1941)
- Німецький хрест в золоті (27 листопада 1941)
- Медаль «За зимову кампанію на Сході 1941/42»
- Кубанський щит
- Сертифікат Пошани Головнокомандувача Сухопутних військ Вермахту (№ 1321; 16 жовтня 1942)
- Нагрудний знак «За поранення»
  - в сріблі (5 жовтня 1942)
  - в золоті (19 жовтня 1943)
- Відзначений у Вермахтберіхт (10 жовтня 1943)
- Лицарський хрест Залізного хреста з дубовим листям
  - лицарський хрест (30 жовтня 1943)
  - дубове листя (№ 807; 28 березня 1945)